# IC 434
IC 434是位於獵戶座的一個明亮發射星雲，它於1786年2月1日被威廉·赫歇爾發現。它位於獵戶腰帶最東邊的參宿一旁邊，是一片細長且模糊不清的地區。IC 434因為襯托出著名的馬頭星雲，因此它比IC 星表中的其它天體更為著名。

## 馬頭星雲
马头星云（亦称巴纳德33，是明亮的IC 434內的一個暗星雲）是位于猎户座的暗星云，馬頭星雲離地球1,500光年，从地球看它位于猎户座ζ下方，視星等8.3等，肉眼不能見。因形狀十分像馬頭的剪影，故有馬頭星雲的稱號。1888年哈佛大學天文台拍下的照片首次發現這個不同尋常形狀的星雲。
该星云後正在增长的红色部分是由被附近猎户座σ电离的氢气所产生。马头星云黑暗部分由厚厚的暗星雲造成，头颈部下方对左边撒下阴影。离开星云的气流因为磁场原因而呈现出漏斗状。马头星云基部的亮点是正在生成的新恆星。

## 外部連結
- The Horsehead Nebula @ The Electronic Sky（页面存档备份，存于）
- 哈勃太空望远镜观测IC 434（页面存档备份，存于）